# Dzieciaki, kłopoty i my
Dzieciaki, kłopoty i my (ang. Growing Pains), sitcom familijny, produkcji amerykańskiej, emitowany w latach 1985–1992. W roku 2006 odcinki pierwszego sezonu ukazały się w Stanach Zjednoczonych na płytach DVD. Serial opowiada o codziennym życiu pięcio-, a w dalszych sezonach, sześcioosobowej rodziny Seaversów.
W roku 2000, a następnie w 2004 powstały fabularne filmy telewizyjne, będące kontynuacją serialu – odpowiednio The Growing Pains Movie oraz Growing Pains: Return of the Seavers.

## Obsada
- Alan Thicke jako doktor Jason Seaver
- Joanna Kerns jako Maggie Malone (Seaver)
- Kirk Cameron jako Mike Seaver
- Tracey Gold jako Carol Seaver
- Jeremy Miller jako Ben Seaver
- Kristen & Kelsey Dohring (1988-1990), Ashley Johnson (1990-1992) jako Chrissy Seaver
- Leonardo DiCaprio jako Luke Brower Seaver (1991–1992)

W pozostałych rolach i epizodach wystąpili m.in.: Matthew Perry, Olivia d’Abo, Dan Lauria, Brad Pitt, Hilary Swank, Jennie Garth, Brian Austin Green.